# Forcipomyia hesiones
Forcipomyia hesiones är en tvåvingeart som beskrevs av Meillon 1936. Forcipomyia hesiones ingår i släktet Forcipomyia och familjen svidknott. Inga underarter finns listade i Catalogue of Life.